# Foulage (vin)
Pour les articles homonymes, voir Foulage.

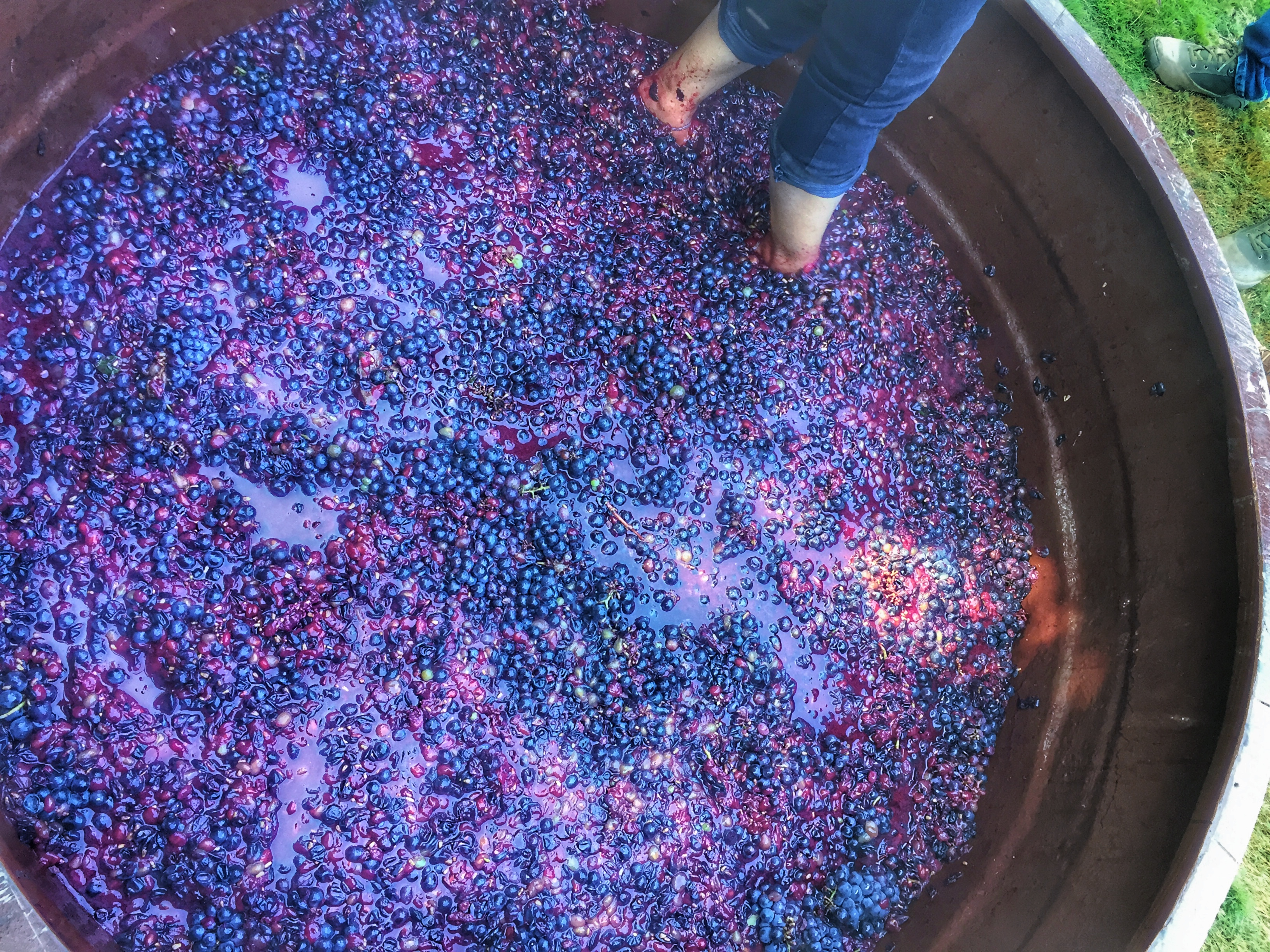
Foulage des raisins aux pieds.

En œnologie, le foulage consiste à faire éclater les baies de raisin pour en extraire le moût sans écraser les pépins. Le foulage peut intervenir avant la vinification proprement dite ou bien après une macération carbonique ou une macération préfermentaire à froid, ou bien encore avant une macération pelliculaire. Cette opération permet en outre un départ en fermentation par libération du jus et mise en contact des levures indigènes présentes sur les pellicules des baies du raisin.

## Foulage dans une maie liée à une cuve vinaire rupestre

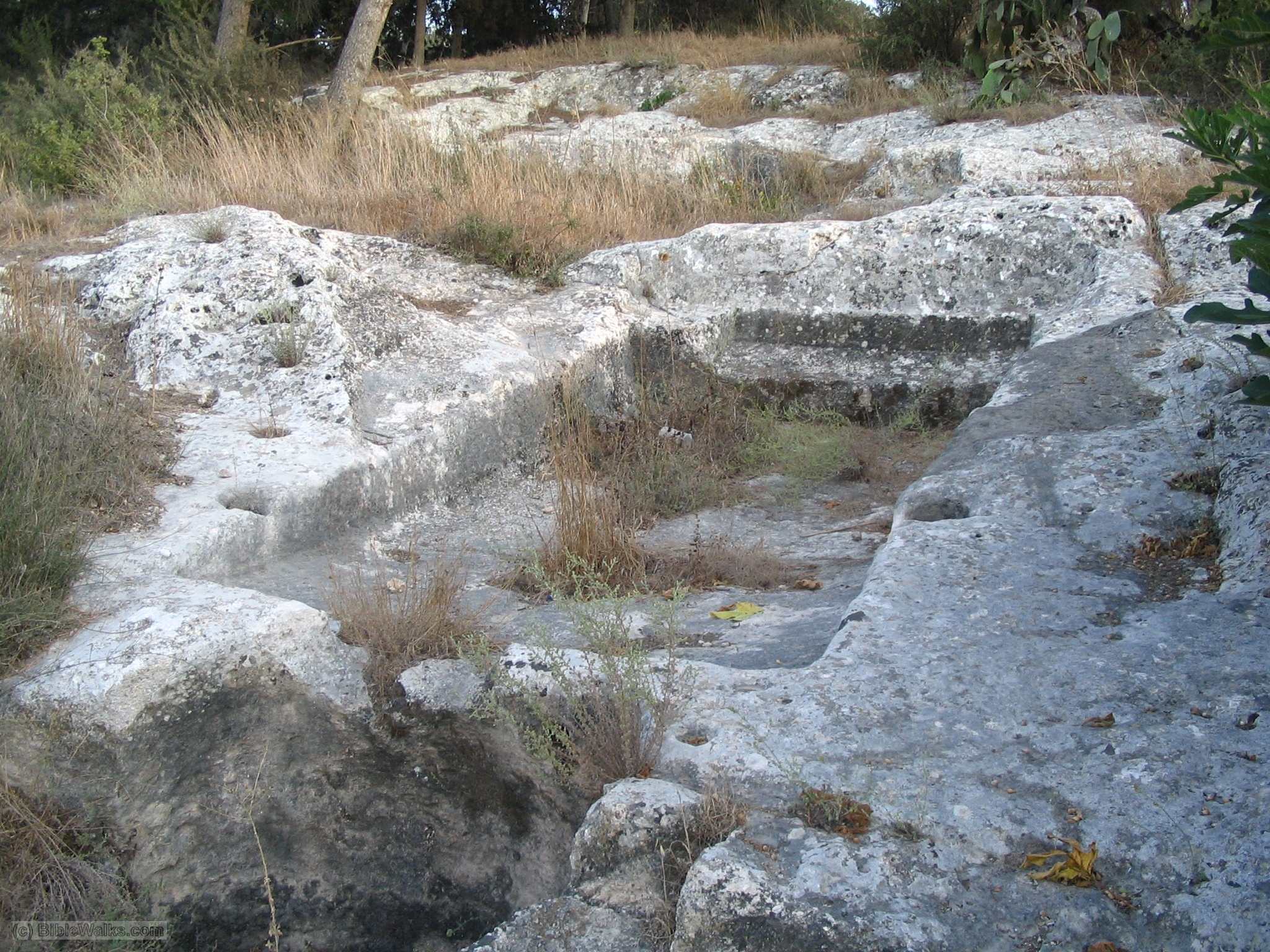
Fouloir et cuve de l'âge de bronze situé sur les collines au nord de Migdal Haemek, Israël

La découverte de ce type de vinification très ancien est due aux travaux menés par Michel Bouvier, entre 1983 et 1993. Sa recherche archéologique, menée avec l'aval du Service régional de l'archéologie à Aix-en-Provence, avait primitivement pour but d'essayer de dater les cabanes en pierre sèche ou bories du Vaucluse. Dans le cadre de ses recherches et de ses fouilles, il a identifié plus de 80 cuves vinaires rupestres sur le terroir de l'appellation Ventoux entre Venasque et Bonnieux.

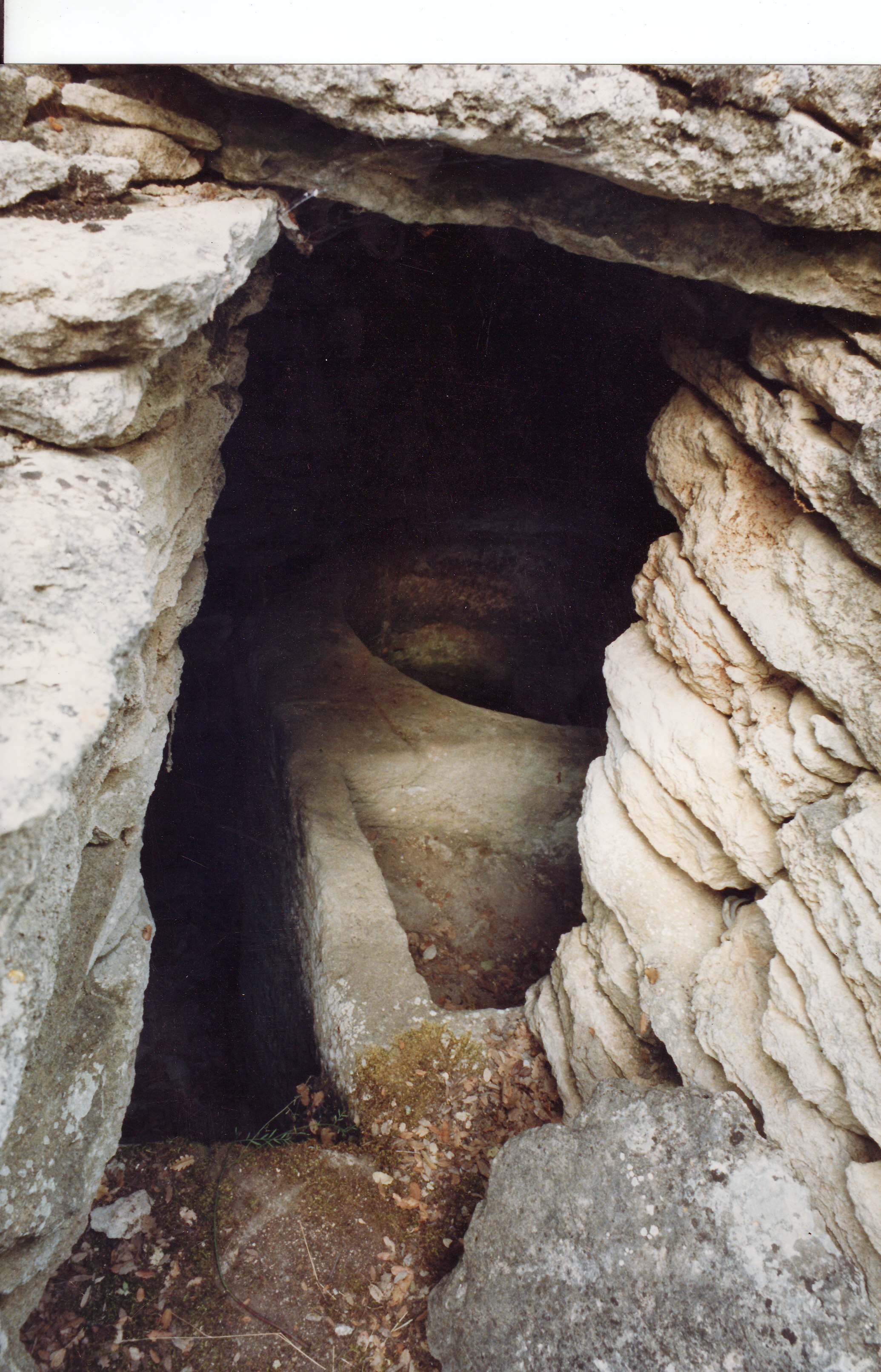
À Ménerbes, au lieu-dit les Hauts Artèmes, la borie classée 01
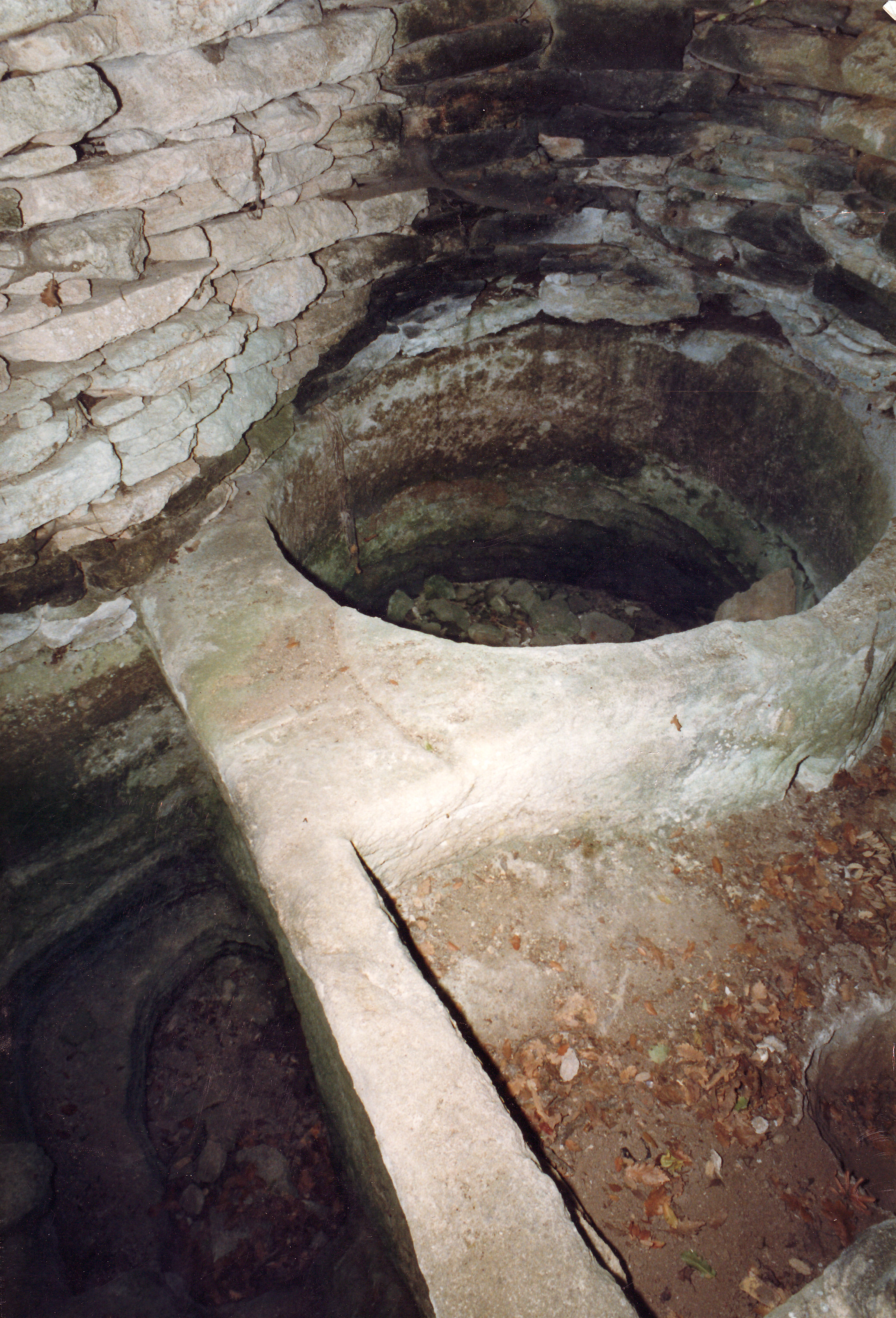
Intérieur de la borie 01 montrant le fouloir et la cuve de vinification

Ces cuves rupestres, qui sont toujours creusées dans de la molasse burdigalienne, sont majoritairement cylindriques. L'inventeur les a classées en deux catégories :
- les cuves creusées : sur 24 étudiées, toutes sont cylindriques sauf deux. Leur diamètre moyen et leur hauteur sont généralement identiques (1,60 m) pour un volume constant (3,14 m3).
- les cuves construites : elles sont datables entre le XVIe et le XVIIe siècle puisque dès le XVIIIe siècle les cuves ont commencé à être recouvertes de carreaux vernissés.

Toutes les cuves creusées ont été - ou sont encore - recouvertes par une borie ou protégées par un abri sous roche ou un mur de pierres sèches selon leur situation. Il est remarquable que, si certaines cuves rupestres sont à proximité de lieux habités, la plupart sont tout à fait extérieures à un village ou à un hameau. Ceci évoque des vinifications plus ou moins clandestines pour échapper à des droits de souquet et autres taxes levées sur les vins.
Les vestiges d'installations de foulage et de pressage du raisin en plein champ existent dans certaines zones des Abruzzes en Italie. Creusées dans la roche affleurante, ces installations consistent généralement en une vasque de foulage communiquant avec un petit bassin servant à recueillir le moût. Au-dessus de la vasque de foulage, est insérée une longue poutre que l'on abaisse au moyen d'une vis sans fin pour presser le marc de raisin. Ce système est d'origine très ancienne et on en trouve des descriptions précises chez Pline et chez Caton. La présence de ces installations à proximité des vignes permettait de ne transporter dans les caves des maisons que le moût (moins lourd que le raisin).

## Foulage en cuve de bois

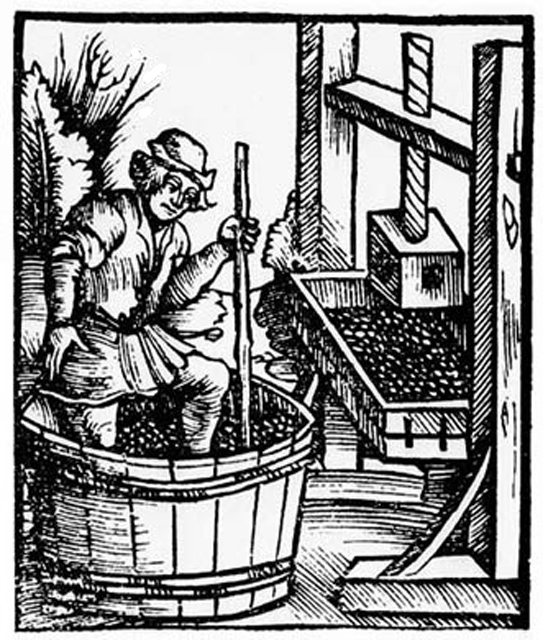
Foulage en cuve de bois au XVe siècle
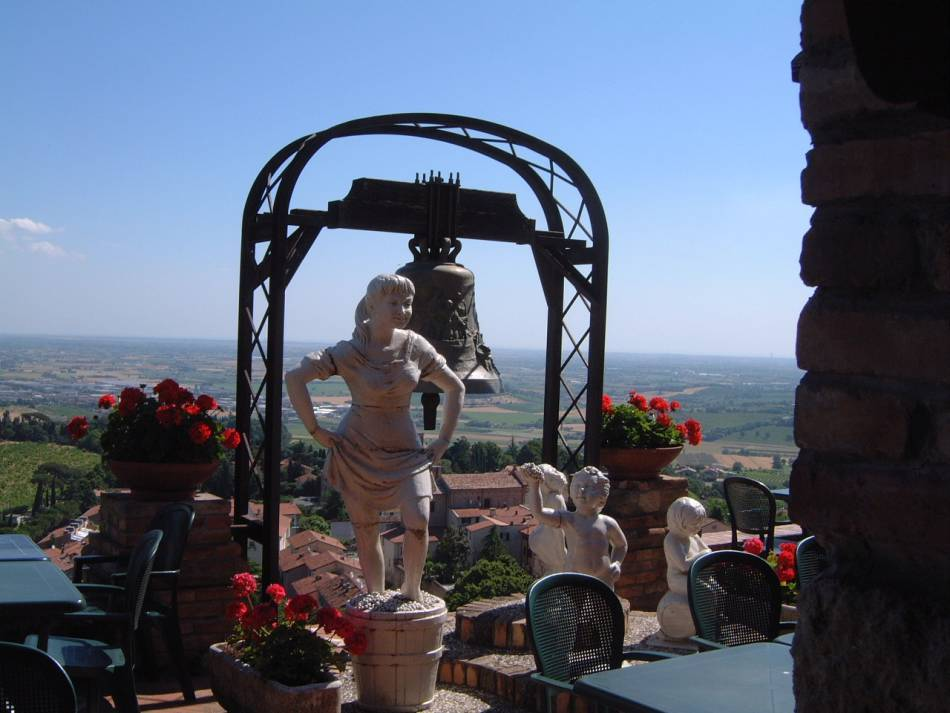
Représentation du foulage au pied
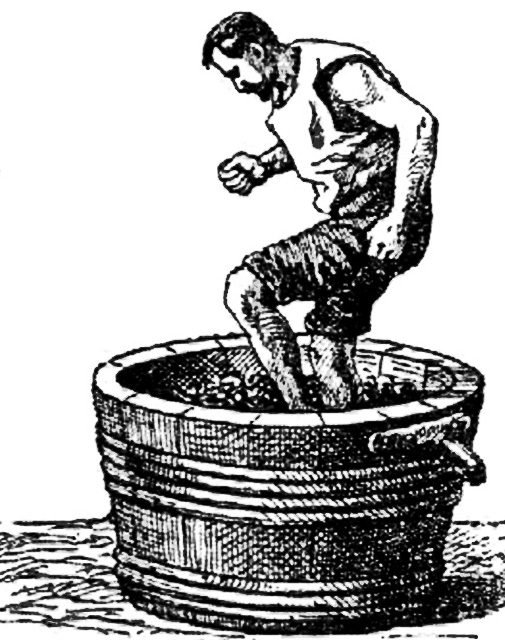
Foulage au pied au XIXe siècle
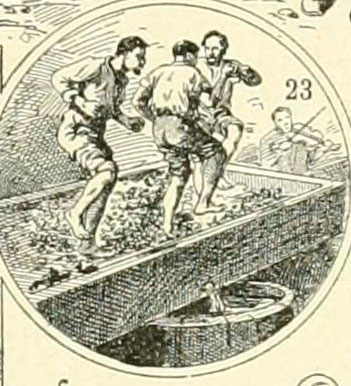
Foulage au pied au XIXe siècle

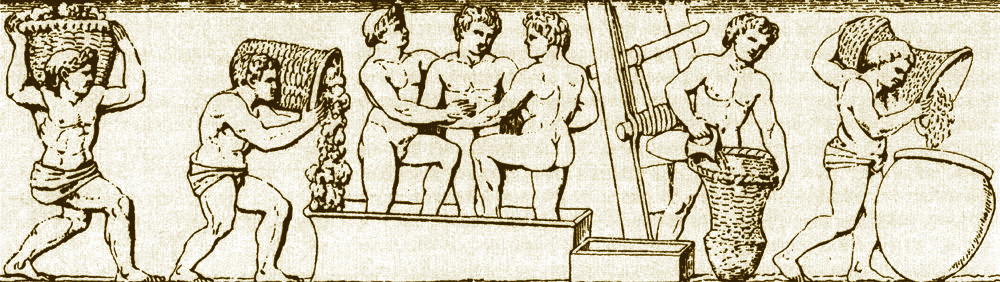
Foulage et pressurage, bas relief antique en marbre.

Le foulage se fit ensuite en écrasant le raisin à la main puis avec les pieds dans des cuves de bois. Ce rôle était souvent laissé aux jeunes femmes. Il avait pour but de faire sortir le jus que le vigneron laissait s'écouler dans les barriques à fermentation.

## Fouloir mécanique

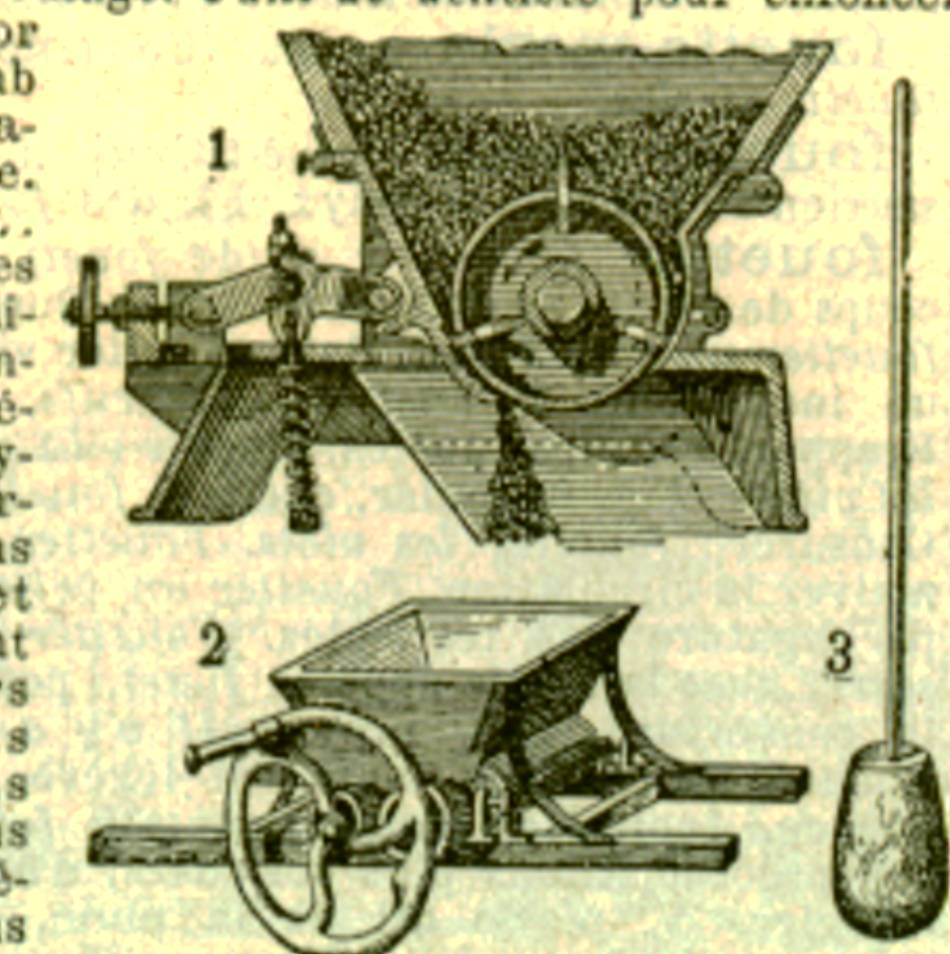
Différents fouloirs : 1 et 2 pour le raisin ; 3 à main

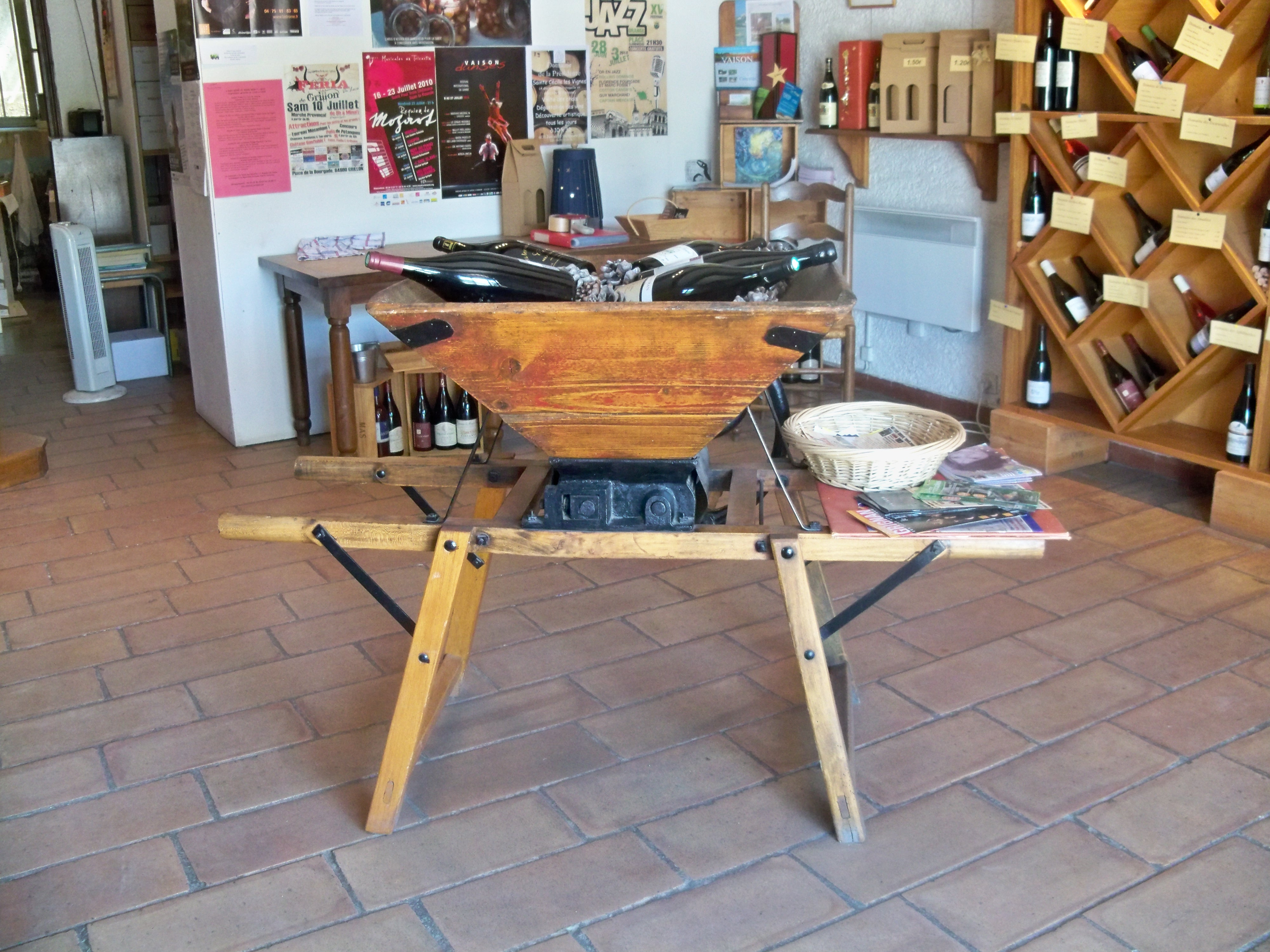
Vieux fouloir devenu présentoir à vin au Caveau du Belvédère de Cairanne

Au cours du XXe siècle, la séparation entre jus et pulpe a été dévolue au pressoir mieux adapté dont le rendement en jus est supérieur. En revanche, la macération du raisin destiné au vin rouge nécessite une certaine quantité de jus. Le fouloir a ainsi été réhabilité.
Le principe de base est une trémie qui accueille le raisin. Au-dessous, deux roues finement crantées tournent en faisant éclater les grains de raisin. L'écartement entre les cylindres est souvent variable, permettant d'adapter le foulage à la taille des grains de chaque cépage. Le matériel moderne est électrifié, en acier inoxydable et en caoutchouc. Il est souvent inclus dans la chaîne de réception de la vendange : conquet, érafloir, fouloir, pompe et pressoir ou cuve.